# Caius Fabricius Luscinus
Pour les articles homonymes, voir Fabricius.
Gaius Fabricius Luscinus ou Lucinus est un homme politique de la République romaine, célèbre pour sa pauvreté et son désintéressement. Il est, chez Plutarque et Juvénal, le type même de l’antique vertu romaine.

## Biographie
Consul en l'an 282 av. J.-C., il vainc les Samnites, les Bruttiens et les Lucaniens qui menaçaient Thourioï, obtenant les honneurs d'un triomphe, et refuse les dons des Samnites auxquels il avait fait accorder la paix.
Alors que Tarente se prépare à la guerre contre Rome, Fabricius est envoyé en ambassade auprès de villes italiennes alliées. Mais il est intercepté et les Tarentins envoient des ambassades aux Étrusques, aux Gaulois Sénons et aux Ombriens afin de provoquer leur soulèvement contre Rome. Les historiens datent avec difficulté cette ambassade qui échoue, et la situent entre 284 et 282 av. J.-C. Ils ignorent aussi le peuple que devait contacter Fabricius, les Samnites ou les Étrusques.
Deux ans après, ayant été député vers Pyrrhus Ier pour traiter de l'échange des prisonniers, il refuse les présents du roi Pyrrhus et ses offres de l'accompagner comme ami en Épire. Selon Frontin, Cinéas, ambassadeur de Pyrrhus ayant offert à Fabricius une forte somme d'argent, celui-ci la refusa. Pyrrhus, charmé de ses vertus, lui confie les prisonniers pour les emmener à Rome, à la condition de les lui renvoyer si le Sénat romain refusait de payer leur rançon : le Sénat n'ayant point admis les demandes de Pyrrhus, Fabricius les lui renvoya tous fidèlement.
On raconte que Pyrrhus avait apporté à Fabricius un éléphant. En effet, à cette époque, les Romains ne connaissaient pas cet animal. Mais, au lieu d'être effrayé, Fabricius resta impassible et dit : « Ni ton argent hier, ni ton animal aujourd'hui ne m'impressionneront ».
En 278 av. J.-C., il fut de nouveau nommé consul et envoyé encore une fois contre Pyrrhus. Le médecin de ce prince lui ayant offert de l'empoisonner, il en instruisit le roi, qui, frappé de sa générosité et de sa loyauté, délivra tous les prisonniers sans rançon, et bientôt évacua l'Italie. Lorsque Fabricius lui avait expliqué la traîtrise de son propre médecin, il avait alors prononcé ces mots : « Je reconnais là Fabricius et non pas un autre : il serait plus difficile de le détourner du chemin de la vertu que le soleil de sa route ordinaire ! ».
Il prouve à nouveau son désintéressement personnel et son souci de l'intérêt public lorsqu'il soutient la candidature de Publius Cornelius Rufinus pour le consulat de 277 av. J.-C.. Rufinus est un général expérimenté mais avide et corrompu, qu'il déteste mais qui est à ses yeux le seul candidat apte à défendre Rome contre ses adversaires. Il répond aux remerciements de Rufinus en disant : « Je préfère être pillé (sous-entendu par toi) que vendu (sous-entendu comme vaincu) ».
Fabricius est nommé censeur en 275 av. J.-C. Il se signale par sa sévérité sur les mœurs en excluant du Sénat Publius Cornelius Rufinus pour luxe excessif, car on avait trouvé chez lui dix livres de vaisselle d'argent. Il mourut si pauvre, que l'État fut obligé de faire les frais de ses funérailles et de doter sa fille.

## Postérité
Cité par de nombreux auteurs antiques, le personnage de Fabricius est remarqué à la Renaissance. Dans sa Divine Comédie, Dante évoque sa préférence pour « la pauvreté avec la vertu, plutôt que de grandes richesses avec le vice ». Il figure parmi les fresques d'hommes illustres de la salle dite des Géants qui décore le Palazzo Trinci à Foligno. Sa biographie simplifiée est reprise dans le De viris illustribus, célèbre manuel de latin naguère à l'usage des classes de sixième, rédigé par l'abbé Lhomond au XVIIIe siècle. Deux mille ans plus tard, c'est encore à lui que fait allusion Jean-Jacques Rousseau dans sa célèbre prosopopée de Fabricius du Discours sur les sciences et les arts : « Ô Fabricius, qu’eût dit votre grande âme si, pour votre malheur, rappelé à la vie, vous eussiez vu la face pompeuse de cette Rome sauvée par votre bras, et que votre nom respectable avait plus illustrée que toutes ses conquêtes ? Dieux ! eussiez-vous dit, que sont devenus ces toits de chaume et ces foyers rustiques qu’habitaient jadis la modération et la vertu ? »